# Pontiac Sunfire
La Sunfire è un'autovettura compact prodotta dalla Pontiac dal 1995 al 2005.

## Storia
La Sunfire ha sostituito la Sunbird. Rispetto al modello predecessore, possedeva una linea completamente diversa. L'aspetto ricordava la Chevrolet Cavalier. Oltre all'estetica, la vettura venne anche aggiornata da un punto di vista tecnico. Infatti, del pianale J su cui era basata, fu rivista la struttura per venire incontro alle nuove leggi sulla sicurezza.

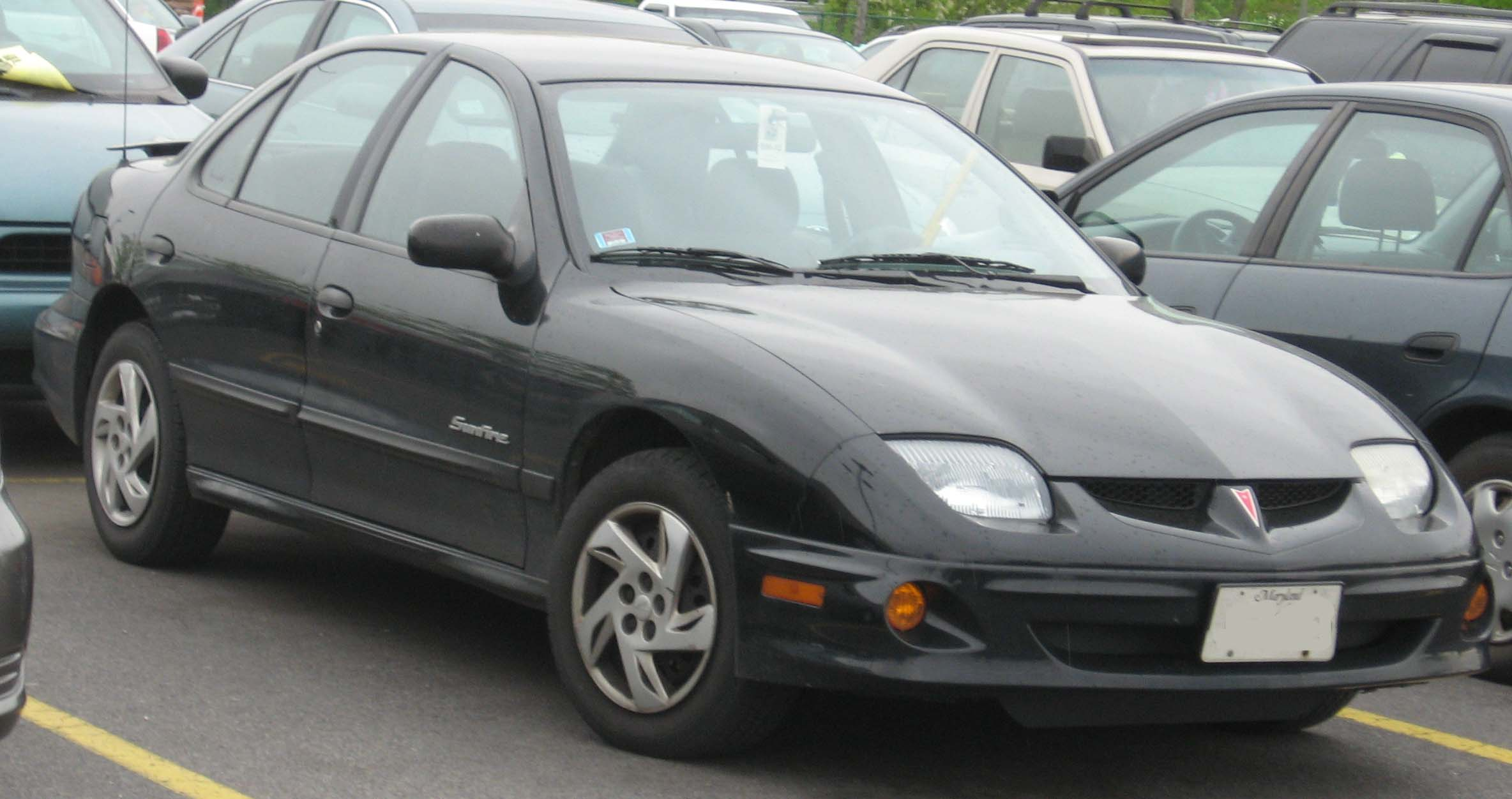
Pontiac Sunfire restyling 2000

La Sunfire era disponibile con tre tipi di carrozzeria, berlina quattro porte, coupé due porte e cabriolet due porte. Tutte e tre le versioni erano disponibili con l'allestimento SE, che era quello base. Per le coupé e le cabriolet era offerto l'allestimento GT, che comprendeva un motore LD2 da 2,3 L oppure un propulsore LD9 Twin Cam da 2,4 L. Inoltre per questo allestimento erano offerti dei cerchioni in lega da 16 pollici, un doppio collettore di scarico e un frontale dalla linea più aggressiva. L'allestimento SE includeva un motore da 2,2 L che aveva come sigla identificativa "2000". I propulsori da 2,3 L e 2,4 L erano opzionali. Gli allestimenti SE e GT vennero tolti di produzione dopo il model year 2002, insieme ai motori da 2,2 L e 2,4 L. Il propulsore Ecotec da 2 L fu il solo disponibile nel model year 2003.
Il motore era montato anteriore, e la trazione era all’avantreno. I cambi disponibili erano tre, uno manuale a cinque rapporti e due automatici (a tre o quattro marce).

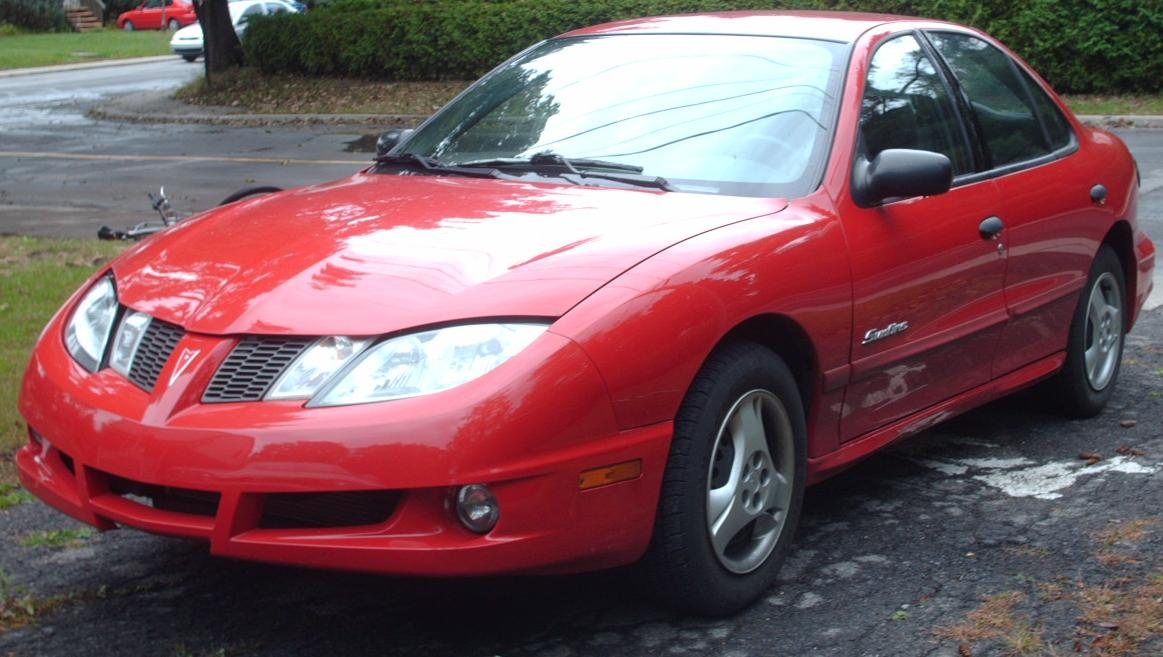
Pontiac Sunfire restyling 2003

La cabriolet fu tolta dal mercato nel 2000. Tutte le Sunfire cabriolet vennero assemblate a Lansing. Gli altri siti produttivi, dove vennero assemblate le altre versioni, furono Lordstown e Ramos Arizpe in Messico.
Nel periodo in cui fu prodotta, la Sunfire è stata sottoposta a due restyling. Il primo fu nel 2000 e coinvolse solo marginalmente la vettura (la novità principale fu il marcato ridisegnamento delle parti in plastica, che coinvolse anche altri modelli Pontiac). Il secondo restyling, più radicale, venne eseguito nel 2003. Negli Stati Uniti, la coupé fu l'unico modello disponibile dal 2003 al 2005. La versione berlina continuò a essere venduta in Canada e Messico fino alla fine della produzione.
L'assemblaggio del modello terminò il 22 giugno 2005. Fu sostituito dalla G5.

## La sicurezza
L'Insurance Institute for Highway Safety (IIHS) diede un giudizio negativo (Poor) per il crash test frontale.
Nel 2004, il National Highway Traffic Safety Administration (NHTSA) conferì i seguenti giudizi per un esemplare versione coupé:
- Urto frontale, lato guidatore:
- Urto frontale, lato passeggero:
- Urto laterale, lato guidatore:
- Urto laterale, lato passeggero posteriore:
- Ribaltamento:

Nel 2002, sempre il National Highway Traffic Safety Administration (NHTSA) diede le seguenti valutazioni per un esemplare versione berlina:
- Urto frontale, lato guidatore:
- Urto frontale, lato passeggero:
- Urto laterale, lato guidatore:
- Urto laterale, lato passeggero posteriore:
- Ribaltamento:

## Motorizzazioni

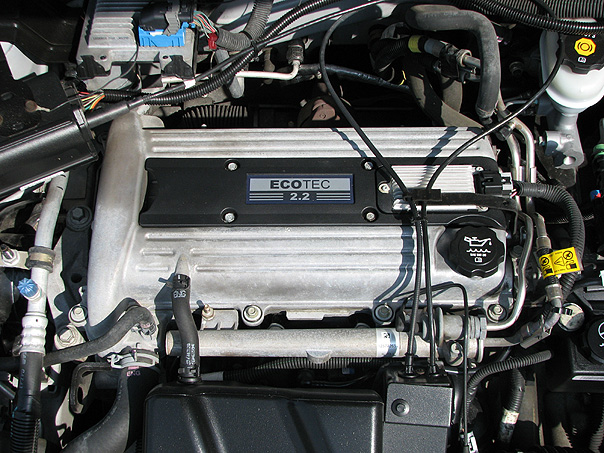
Il motore Ecotec

- 1995 – Quad 4 da 2,3 L di cilindrata, quattro cilindri in linea, 150 CV di potenza e 203 N•m di coppia;
- 1995–1997 – 2200 da 2,2 L,  quattro cilindri in linea, 120 CV e 176 N•m;
- 1998–2002 – 2200 da 2,2 L quattro cilindri in linea, 115 CV e 183 N•m;
- 1996–2002 – Twin Cam da 2,4 L, quattro cilindri in linea, 150 CV e 210 N•m;
- 2002–2005 – Ecotec da 2,2 L, quattro cilindri in linea, 140 CV e 203 N•m.

Il motore base era il 2200 da 2,2 L. L'allestimento GT possedeva, tra gli optional, il più potente propulsore Quad 4 da 2,3 L, ma ciò accadde solo nel 1995. Esso fu sostituito dall’LD9 Twin Cam da 2,4 L nel 1996. I motori da 2,3 L e 2,4 L erano opzionali sull'allestimento LS, sia per i modelli a due porte che per quelli a quattro. Nel 2003, sia il motore da 2,2 L che quello da 2,4 L vennero sostituiti dal propulsore Ecotec da 2,2 L. Quest'ultimo sarebbe stato il solo motore disponibile per la parte restante del periodo produttivo. Nel 2002 era già presente, ma era compreso tra gli  optional.